# Fraunhofer-Innovationscluster
Die Innovationscluster der Fraunhofer-Gesellschaft sind eine Fraunhofer-Initiative im Rahmen des Paktes für Forschung und Innovation der Bundesregierung. Es handelt sich um anwendungsorientierte Themen- bzw. Projektcluster, die eine verstärkte Vernetzung zwischen regionalen Industrie- und Forschungspartnern mit dem Ziel einer nachhaltigen Verbesserung der Innovationsdynamik etablieren. Aufgabe der Innovationscluster ist es, interdisziplinäre Forschung mit wissenschaftlicher Exzellenz in konkreten Projekten umzusetzen. Ein Innovationscluster bündelt die vorhandenen Forschungs- und Entwicklungsressourcen und wirkt als Innovationstreiber und Transferschnittstelle zwischen den Partnern – von der Universität bis zur Industrie. Mit dieser Initiative schafft die Fraunhofer-Gesellschaft Anstöße zur Weiterentwicklung regionaler Exzellenzzentren und unterstützt die Kompetenzen der Regionen. Die Förderung der Projektarbeiten an den Forschungseinrichtungen erfolgt durch das Bundesland, die Industrie und die Fraunhofer-Gesellschaft mit einer zeitlichen Begrenzung.
Die Art der Zusammenarbeit soll über ein reines Kommunikationsnetz hinausgehen. Die Clusterpartner sind bereit, spezifische Aufgaben in einer durchgehenden Kette von der Erfindung bis zum Produkt zu gewährleisten. Daher sind die Fraunhofer-Innovationscluster in erster Linie Projektcluster. Dies bedeutet, dass die bereitgestellten Summen für besonders vielversprechende Forschungs- und Entwicklungsprojekte eingesetzt werden, die nur innerhalb des Verbunds realisiert werden können.
Das Konzept der Fraunhofer-Innovationscluster erweist sich als überaus erfolgreich und wird explizit als Vorbild des Spitzencluster-Wettbewerbs des Bundesministeriums für Bildung und Forschung genannt. So schreibt die Gemeinsame Wissenschaftskonferenz: „Derzeit 16 Fraunhofer-Innovationscluster sind ein Erfolgsmodell für eine zukunftsweisende Kooperation mit der Wirtschaft und stehen Pate für den Spitzenclusterwettbewerb.“

## Bisherige Fraunhofer-Innovationscluster
- Adaptive Produktion für Ressourceneffizienz in Energie und Mobilität »AdaM« (Aachen)

beteiligte Fraunhofer-Institute:
Fraunhofer-Institut für Produktionstechnologie (IPT),
Fraunhofer-Institut für Lasertechnik (ILT)
- Adaptronische Systeme (Darmstadt)

beteiligte Fraunhofer-Institute:
Fraunhofer-Institut für Betriebsfestigkeit und Systemzuverlässigkeit (LBF)
- Automotive Quality Saar AQS (Saarbrücken)

beteiligte Fraunhofer-Institute:
Fraunhofer-Institut für Betriebsfestigkeit und Systemzuverlässigkeit (LBF),
Fraunhofer-Institut für Fertigungstechnik und Angewandte Materialforschung (IFAM),
Fraunhofer-Institut für Materialfluss und Logistik (IML),
Fraunhofer-Institut für Zerstörungsfreie Prüfverfahren (IZFP)
- Bioenergy (Oberhausen)

beteiligte Fraunhofer-Institute:
Fraunhofer-Institut für Umwelt-, Sicherheits- und Energietechnik (UMSICHT)
- Cloud Computing für Logistik (Dortmund)

beteiligte Fraunhofer-Institute:
Fraunhofer-Institut für Materialfluss und Logistik (IML),
Fraunhofer-Institut für Software- und Systemtechnik (ISST)
- Digitale Nutzfahrzeugtechnologie (Kaiserslautern)

beteiligte Fraunhofer-Institute:
Fraunhofer-Institut für Experimentelles Software Engineering (IESE),
Fraunhofer-Institut für Techno- und Wirtschaftsmathematik (ITWM)
- Digitale Produktion (Stuttgart)

beteiligte Fraunhofer-Institute: Fraunhofer-Institut für Arbeitswirtschaft und Organisation (IAO),
Fraunhofer-Institut für Produktionstechnik und Automatisierung (IPA)
- Elektronik für nachhaltige Energienutzung (Metropolregion Nürnberg)

beteiligte Fraunhofer-Institute:
Fraunhofer-Institut für Integrierte Systeme und Bauelementetechnologie (IISB),
Fraunhofer-Institut für Integrierte Schaltungen (IIS)
- Future Urban Security (Freiburg)

beteiligte Fraunhofer-Institute:
Fraunhofer-Institut für Kurzzeitdynamik, Ernst-Mach-Institut (EMI),
Fraunhofer-Institut für Angewandte Festkörperphysik (IAF),
Fraunhofer-Institut für Chemische Technologie (ICT)
Fraunhofer-Institut für Optronik, Systemtechnik und Bildauswertung (IOSB),
Fraunhofer-Institut für Physikalische Messtechnik (IPM),
Fraunhofer-Institut für System- und Innovationsforschung (ISI)
- Green Photonics (Jena)

beteiligte Fraunhofer-Institute:
Fraunhofer-Institut für Angewandte Optik und Feinmechanik (IOF)
- Integrative Produktionstechnik für energieeffiziente Turbomaschinen »TurPro« (Aachen)

beteiligte Fraunhofer-Institute:
Fraunhofer-Institut für Lasertechnik (ILT),
Fraunhofer-Institut für Produktionstechnologie (IPT)
- Intelligente, Energieeffiziente Regionale Wertschöpfungsketten in der Industrie »ER-WIN« (Magdeburg)

beteiligte Fraunhofer-Institute:
Fraunhofer-Institut für Fabrikbetrieb und -automatisierung (IFF)
- Jena Optical Innovations »JOIN« (JENA)

beteiligte Fraunhofer-Institute:
Fraunhofer-Institut für Angewandte Optik und Feinmechanik (IOF)
- Kunststoffe und Kunststofftechnologien für die Solarindustrie »SolarKunststoffe« (Halle, Leipzig)

beteiligte Fraunhofer-Institute:
Fraunhofer-Institut für Angewandte Polymerforschung (IAP),
Fraunhofer-Institut für Werkstoffmechanik (IWM),
Fraunhofer-Pilotanlagenzentrum für Polymersynthese und Polymerverarbeitung (PAZ),
Fraunhofer-Center für Silizium-Photovoltaik (CSP)
- Leistungselektronik für Regenerative Energieversorgung (Itzehoe)

beteiligte Fraunhofer-Institute:
Fraunhofer-Institut für Siliziumtechnologie (ISIT),
- Life Cycle Engineering »LCE« (Berlin, Brandenburg)

Fraunhofer-Institut für Produktionsanlagen und Konstruktionstechnik (IPK),
Fraunhofer-Institut für Nachrichtentechnik, Heinrich-Hertz-Institut (HHI),
Fraunhofer-Institut für Keramische Technologien und Systeme (IKTS),
Fraunhofer-Institut für Zuverlässigkeit und Mikrointegration (IZM)
- Maintenance, Repair and Overhaul in Energie und Verkehr »MRO« (Berlin, Brandenburg)

beteiligte Fraunhofer-Institute:
Fraunhofer-Institut für Produktionsanlagen und Konstruktionstechnik (IPK),
Fraunhofer-Institut für Zuverlässigkeit und Mikrointegration (IZM)
- Mechatronischer Maschinenbau (Chemnitz)

beteiligte Fraunhofer-Institute:
Fraunhofer-Institut für Werkzeugmaschinen und Umformtechnik (IWU)
- Multifunktionelle Materialien und Technologien »MultiMaT« (Bremen)

beteiligte Fraunhofer-Institute:
Fraunhofer-Institut für Windenergie und Energiesystemtechnik (IWES),
Fraunhofer-Institut für Fertigungstechnik und Angewandte Materialforschung (IFAM)
- Nano for Production (Dresden)

beteiligte Fraunhofer-Institute:
Fraunhofer-Institut für Elektronenstrahl- und Plasmatechnik (FEP),
Fraunhofer-Institut für Fertigungstechnik und Angewandte Materialforschung (IFAM),
Fraunhofer-Institut für Keramische Technologien und Systeme (IKTS),
Fraunhofer-Institut für Photonische Mikrosysteme (IPMS),
Fraunhofer-Institut für Werkstoff- und Strahltechnik (IWS),
Fraunhofer-Institut für Zerstörungsfreie Prüfverfahren (IZFP)
- Next Generation ID (Berlin, Brandenburg)

beteiligte Fraunhofer-Institute:
Fraunhofer-Institut für Offene Kommunikationssysteme (FOKUS),
Fraunhofer-Institut für Produktionsanlagen und Konstruktionstechnik (IPK),
Fraunhofer-Institut für Nachrichtentechnik, Heinrich-Hertz-Institut (HHI),
Fraunhofer-Institut für Zuverlässigkeit und Mikrointegration (IZM)
- Personal Health (Region Erlangen, Nürnberg, Fürth)

beteiligte Fraunhofer-Institute:
Fraunhofer-Institut für Integrierte Schaltungen (IIS)
- Polymertechnologie (Halle, Leipzig)

beteiligte Fraunhofer-Institute:
Fraunhofer-Pilotanlagenzentrum für Polymersynthese und Polymerverarbeitung (PAZ),
Fraunhofer-Institut für Angewandte Polymerforschung (IAP),
Fraunhofer-Institut für Werkstoffmechanik (IWM),
- Regional Eco Mobility 2030 »REM 2030« (Karlsruhe, Freiburg)

beteiligte Fraunhofer-Institute:
Fraunhofer-Institut für System- und Innovationsforschung (ISI),
Fraunhofer-Institut für Optronik, Systemtechnik und Bildauswertung (IOSB),
Fraunhofer-Institut für Chemische Technologie (ICT),
Fraunhofer-Institut für Werkstoffmechanik (IWM)
- Sichere Identität (Berlin, Brandenburg)

beteiligte Fraunhofer-Institute:
Fraunhofer-Institut für Produktionsanlagen und Konstruktionstechnik (IPK),
Fraunhofer-Institut für Offene Kommunikationssysteme (FOKUS),
Fraunhofer-Institut für Nachrichtentechnik, Heinrich-Hertz-Institut (HHI),
Fraunhofer-Institut für Angewandte Polymerforschung (IAP),
Fraunhofer-Institut für Zuverlässigkeit und Mikrointegration (IZM)
- Technologien für den hybriden Leichtbau »KITe hyLITE« (Karlsruhe)

beteiligte Fraunhofer-Institute:
Fraunhofer-Institut für Chemische Technologie (ICT),
Fraunhofer-Institut für Werkstoffmechanik (IWM),
Fraunhofer-Institut für Betriebsfestigkeit und Systemzuverlässigkeit (LBF)
- Virtual Development, Engineering and Training »VIDET« (Magdeburg)

beteiligte Fraunhofer-Institute:
Fraunhofer-Institut für Fabrikbetrieb und -automatisierung (IFF)